# Ли Хоџун
Ли Хоџун (кореј. 이호준, романизовано Lee Ho-joon; Сеул, 14. фебруар 2001), јужнокорејски је пливач чија специјалност су трке слободним стилом. 

## Спортска каријера
Ли је дебитовао на међународној сцени за репрезентацију Јужне Кореје 2018. на Азијским играма у Џакарти, где је остварио неколико запаженијих резултата. 
На светским првенствима у великим базенима је дебитовао у корејском Квангџуу 2019, где се такмичио у три дисциплине. Најбољи резултат у појединачним тркама остварио је у трци на 400 слободно коју је окончао на 22. месту у квалификацијама, док је трку на 200 слободно завршио на 31. позицију. Пливао је последњу измену за корејску штафету на 4×200 слободно која је испливала нови национални рекорд (укупно 18. место). 